# حديقة الشاي

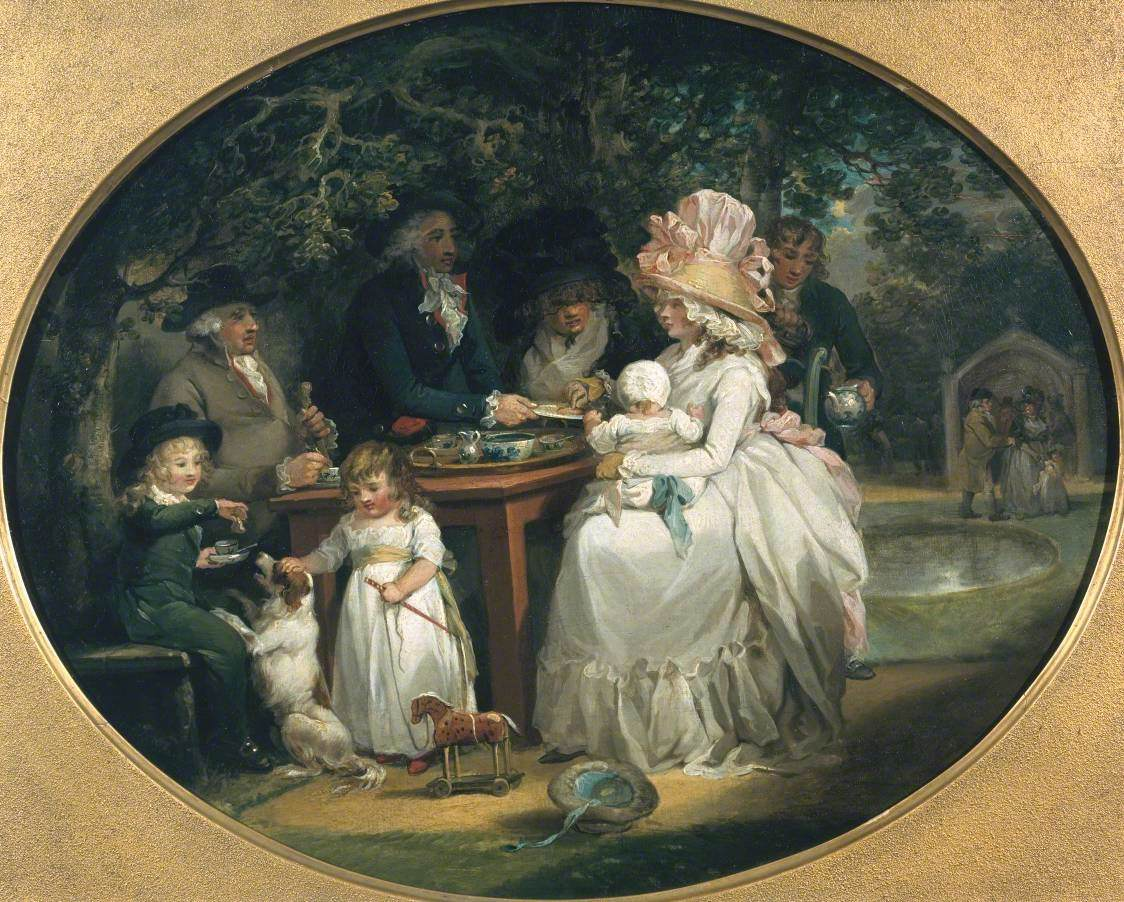
حديقة الشاي لجورج مورلاند ، في حدائق رانيل ، بحلول عام 1790.

حديقة الشاي هي تشير بشكل عام إلى مساحة خارجية مُخصصة لتناول الشاي والمشروبات الخفيفة، أو أي حديقة يرتبط بها شرب الشاي. وخاصة في الهند، فهو أيضًا مصطلح شائع لمزارع الشاي. تاريخيًا، لعبت حدائق الشاي دورًا اجتماعيًا وثقافيًا مهمًا، ففي إنجلترا خلال القرون الماضية، كانت جزءًا من حدائق المتعة التجارية، حيث كانت تُشكّل وجهة ترفيهية للطبقة الراقية. كانت هذه الحدائق تجمع الأزواج، حيث ينشغل الرجال بأنشطة مثل لعبة البولينغ وشرب البيرة أو النبيذ، بينما تستمتع السيدات بتناول الشاي في أجواء هادئة ومُريحة ضمن "حديقة الشاي" المُخصصة لهن. أما في العصر الحديث، فقد تطور مفهوم حديقة الشاي ليُشير غالبًا إلى منطقة خارجية مُلحقة بمقهى أو بيت الشاي، تُوفر للزبائن فرصة الاستمتاع بتناول مشروباتهم ووجباتهم الخفيفة في الهواء الطلق.

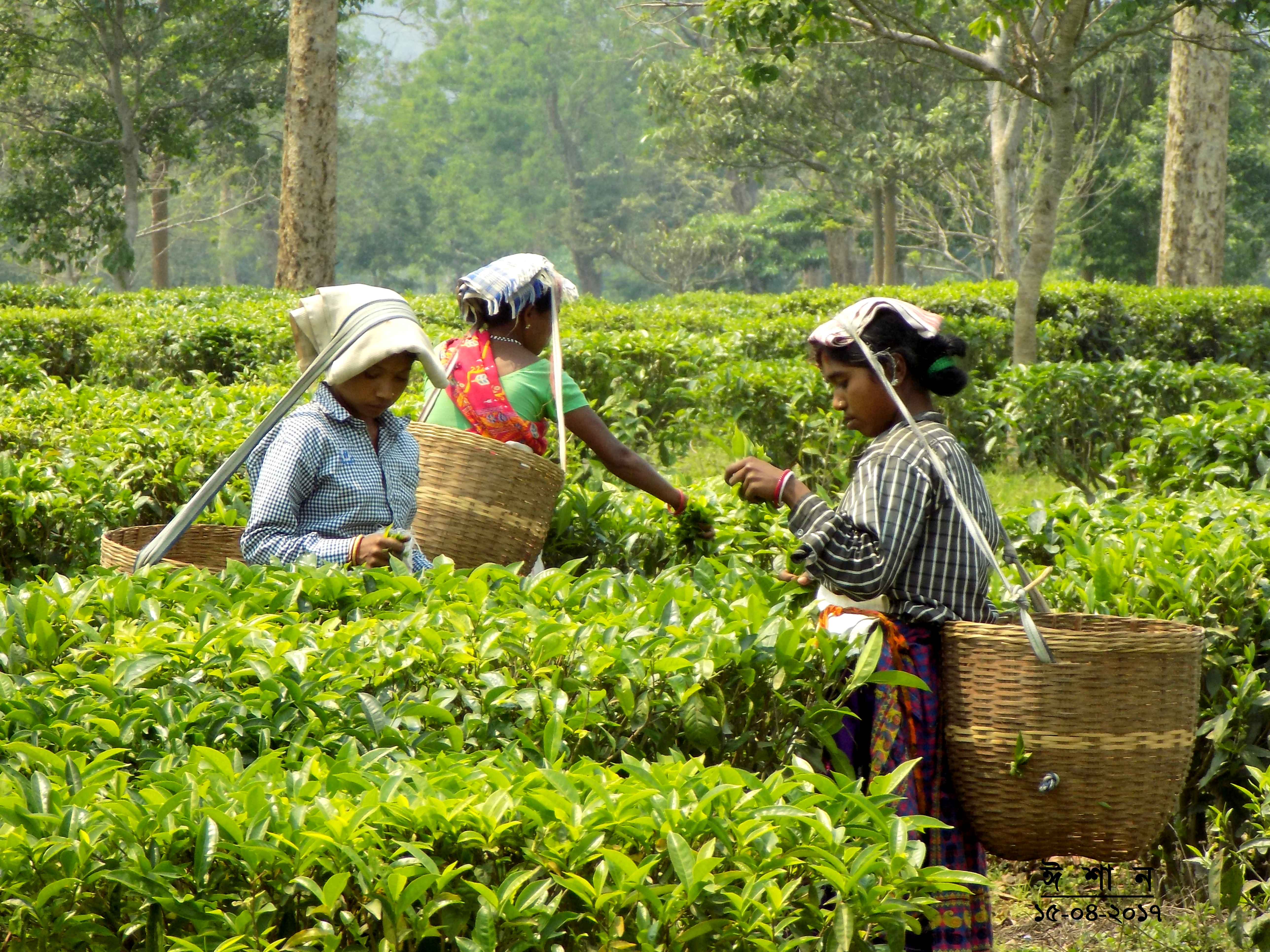
حصاد شاي آسام في عام 2017

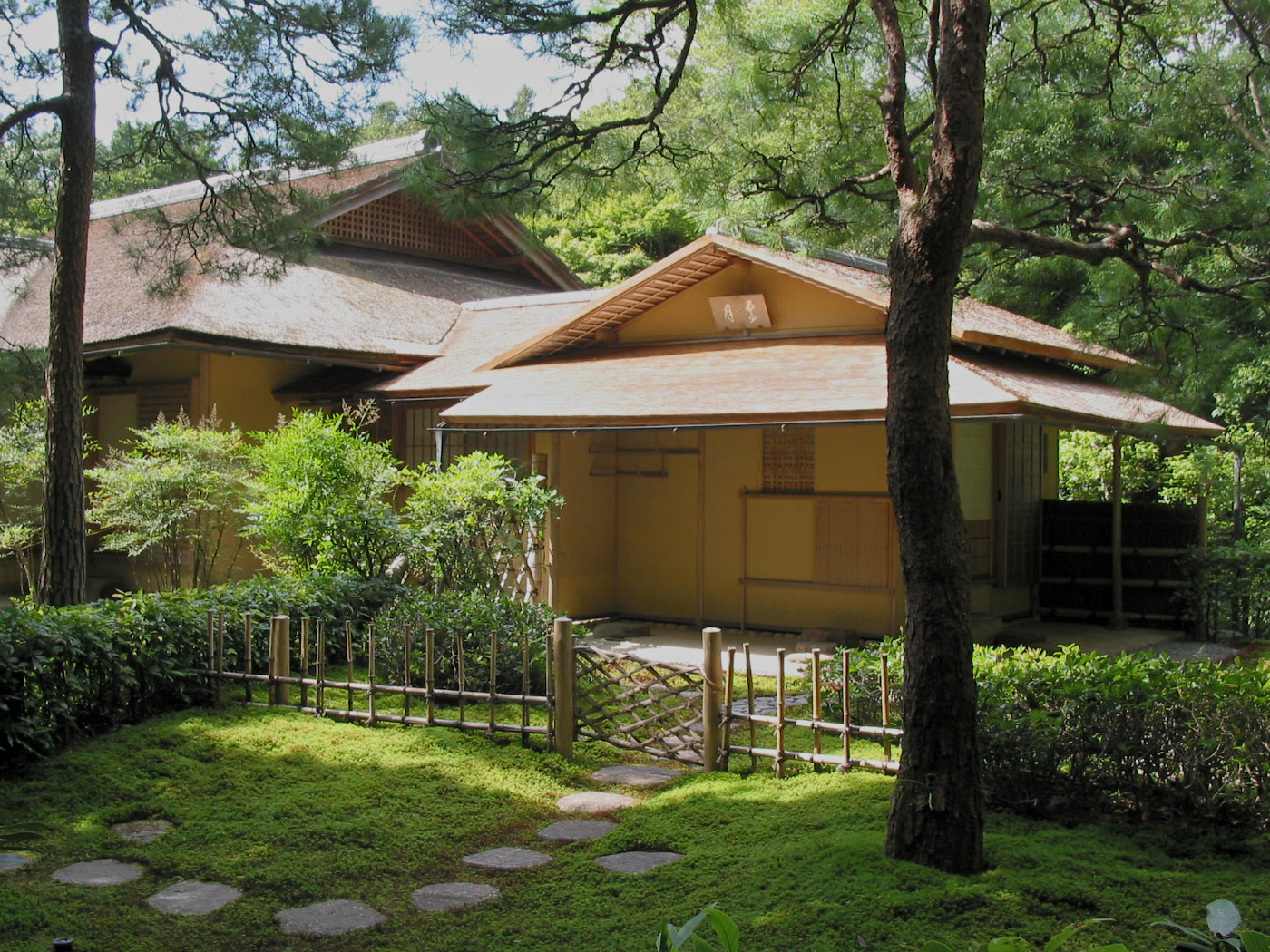
روجي يؤدي إلى سيجيتسو تشاشيتسو في
ضريح إيسه؛ تشمل الميزات النموذجية أحجار الدوس، والطحلب، وبوابة الخيزران، والتقسيم إلى حدائق خارجية وداخلية.

في فن تنسيق الحدائق الياباني، يُعتبر الروجي [الإنجليزية] (露地) نمطًا مميزًا للحدائق الصغيرة نسبيًا، في البستنة اليابانية ، وقد تطور في الأصل ليُشكل مداخل حدائق بيوت الشاي اليابانية [الإنجليزية]. يهدف تصميم الروجي إلى تهيئة الحالة المزاجية للضيوف القادمين لحضور حفل الشاي الياباني التقليدي. تُصمم هذه الحدائق الصغيرة بشكل شبه حصري بحيث يمكن رؤيتها والاستمتاع بها من المسار المؤدي إلى مبنى الشاي، وعادةً لا يُتناول الشاي داخل الحديقة نفسها. نظرًا لبساطة تصميمها وتركيزها على العناصر الطبيعية، يُعتبر نمط الروجي مناسبًا جدًا للحدائق الأمامية [الإنجليزية] الصغيرة للمنازل، وقد شاع استخدامه في كل من اليابان والعالم الغربي. يُمكن أن يُضفي الروجي لمسة من الجمال الياباني التقليدي والهدوء على أي مساحة خارجية صغيرة.
قد يستخدم المصطلح أحيانًا للإشارة إلى حديقة أعشاب متخصصة في الأعشاب التي تُستهلك على شكل شاي، مثل البابونج، وبلسم النحل، والنعناع، وبلسم الليمون، والخزامى.